# Station Tolkmicko
Station Tolkmicko was een spoorwegstation in de Poolse plaats Tolkmicko.